# Carl Henrik Wrede (skulptör)
Carl Henrik (Callo) Wrede, född 9 september 1890 i Elimä, död 30 april 1924 i Helsingfors, var en finländsk skulptör. 
Wrede besökte 1911–1912 Finska konstföreningens ritskola och idkade sedan studier i Paris (för bland andra Auguste Rodin och Antoine Bourdelle) och Rom. Huvuddelen av hans produktion utgjordes av porträttbyster, utformade med kraft och uttrycksfullhet samt säker blick för det karakteristiska. Som porträttör avbildade Wrede bland andra påven Benedictus XV (1920, bronsoriginalet i Vatikanens samlingar, gipskopior i Ateneum och på Anjala gård). I sina övriga skulpturer framträdde han som en meningsfrände till bland andra Henri de Toulouse-Lautrec och Aubrey Beardsley; de besitter en stor expressivitet. Wrede var en djupt originell personlighet, känd som en levnadskonstnär av rang. Ett Carl Henrik Wrede-museum med ett sextiotal skulpturer, donerade av släkten Wrede af Elimä, inrättades på Anjala gård 1972.